# 卡特琳娜·卡莉特科
卡特琳娜·卡莉特科（烏克蘭語：Катерина Олександрівна Калитко，1982年3月8日—）是烏克蘭的作家與翻譯家，為「間奏短篇故事節」的創辦者。2017年卡莉特科獲頒約瑟夫·康拉德-科熱日尼奧夫斯基文學獎，其詩集於2014年、2018年與2019年三度獲得LitAccent獎，短篇故事集於2017年獲BBC年度書籍獎。除寫作詩集與小說外，卡莉特科還將波士尼亞語、塞爾維亞語與克羅埃西亞語的文學作品譯為烏克蘭語，曾在波士尼亞首都塞拉耶佛居住，2014年她因翻譯波士尼亞作家米連科·耶戈維奇的作品而獲該年度的烏克蘭Metaphora翻譯獎。
卡莉特科是烏克蘭作家協會與PEN Ukraine的成員。她的著作已被翻譯成英語、德語、波蘭語、亞美尼亞語、立陶宛語、斯洛維尼亞語、塞爾維亞語、義大利語與希伯萊語等數種語言。

## 生平
卡特琳娜·卡莉特科於1982年出生於文尼察，在當地讀完中學，17歲時即寫作詩集獲獎，後畢業於基輔莫訶拉院國立大學。她的作品許多由Meridian Czernowitz出版社出版。